# Bengt Dahlqvist (politiker)
Bengt Reine Assar Dahlqvist, född 26 december 1944 i Norrahammars församling i Jönköpings län, är en svensk politiker. Han är ordförande i Regionförbundet i Jönköpings län och var kommunstyrelseordförande i Vaggeryds kommun 2004 till 2010, då han efterträddes av Berry Lilja. Han är sedan 1970 gift med Barbro Dahlqvist (född 1944).